# Phyllopentas decaryana
Phyllopentas decaryana är en måreväxtart som först beskrevs av Anne-Marie Homolle och Bernard Verdcourt, och fick sitt nu gällande namn av Jesper Kårehed och Birgitta Bremer. Phyllopentas decaryana ingår i släktet Phyllopentas och familjen måreväxter.
Artens utbredningsområde är Madagaskar. Inga underarter finns listade i Catalogue of Life.